# Paecilomyces lilacinus
Paecilomyces lilacinus é um fungo filamentoso saprófita comum. Tem sido isolado numa grande variedade de habitats incluindo solos cultivados e não cultivados, florestas, pradarias, desertos, sedimentos estuarinos e em lamas de esgoto. Foi também encontrado em ovos de nemátodes, e ocasionalmente em fêmeas de nemátodes das galhas e quistos das raízes. Adicionalmente, é frequentemente detectado na rizosfera de muitas culturas. A espécie pode desenvolver-se num amplo intervalo de temperatura – dos 8°C aos 38°C para alguns isolados, tendo crescimento óptimo no intervalo entre os 26°C e os 30°C. Tem também uma grande tolerância ao pH e pode crescer sobre uma grande variedade de substratos. P. lilacinus mostrou resultados promissores para o seu uso como agente de controlo biológico contra os nemátodes das galhas das raízes.

## Descrição
P. lilacinus forma um micélio denso que produz conidióforos. Estes sustentam as fiálides em cujas extremidades se formam longas cadeias de esporos. Os esporos germinam quando as condições de humidade e nutrição são adequadas. Colónias em agar de malte crescem bastante depressa, atingindo um diâmetro de 5 a 7 cm em 14 dias a 25°C, consistindo duma camada basal sobre a qual se forma um micélio aéreo flocoso; inicialmente apresenta cor branca, mas quando em esporulação passa a exibir um tom vináceo. O reverso é por vezes incolor mas geralmente apresenta-se em tons vináceos. As hifas vegetativas têm paredes lisas, hialinas e 2.5–4.0 µm de largura. Os conidióforos com origem em hifas submersas têm 400–600 µm de comprimento e os que têm origem em hifas aéreas metade desse comprimento. As fiálides consistem de uma parte basal inchada, que afunila num distinto pescoço delgado. Os conídios encontram-se dispostos em cadeias divergentes, de forma elipsóide a fusiforme, e com paredes lisas a ligeiramente rugosas. Clamidiósporos estão ausentes.

## Ciclos de vida
P. lilacinus é altamente adaptável quanto à sua estratégia de vida: dependendo da disponibilidade de nutrientes no microambiente que o rodeia, pode ser entomopatogénico, micoparasita, saprófita, bem como nematófago.

## Patogenicidade humana
P. lilacinus é uma causa pouco frequente de doença humana. A maioria dos casos relatados envolve pacientes com sistema imunitário comprometido, introdução de corpos estranhos, ou implantes de lentes intra-oculares. As pesquisas da última década sugerem que pode ser um patógeno emergente tanto em adultos imunocomprometidos como em adultos imunocompetentes..

## Agente de controlo biológico
Os nemátodes parasitas de plantas causam perdas económicas significativas a uma grande variedade de culturas. O controlo químico é uma opção amplamente utilizada no controlo de nemátodes parasitas de plantas. Porém, os nematicidas químicos encontram-se em reavaliação no que toca ao seu risco ambiental, elevados custos, disponibilidade limitada em países em desenvolvimento e à sua eficácia diminuída após várias aplicações.

### Controlo de nemátodes parasitas de plantas
P. lilacinus foi observado pela primeira vez em ovos de nemátodes em 1966 e mais tarde foi encontrado parasitando ovos de Meloidogyne incognita no Peru. Foi entretanto isolado a partir de muitos nemátodes de quisto e galha e em solos de muitos locais. Vários ensaios de campo bem-sucedidos de uso de P. lilacinus contra nemátodes foram feitos no Peru. O isolado peruano foi então enviado para nematólogos de 46 países para análise, como parte dum projecto internacional, resultando daí muitos outros ensaios de campo em várias culturas em muitos tipos de solo e clima diferentes. Ensaios de campo e de estufa e análise in vitro de P. lilacinus continuam a ser feitos e mais isolados foram obtidos de solo, nemátodes e ocasionalmente insectos. Os isolados variam na sua patogenicidade relativamente aos nemátodes parasitas de plantas. Alguns isolados são parasitas agressivos, enquanto outros, apesar de morfologicamente indistinguíveis, são menos ou mesmo não-patogénicos. Por vezes, isolados que parecem promissores em ensaios in vitro ou de estufa, falharam quando utilizados em ensaios de campo.

### Enzimas
Foram estudadas muitas enzimas produzidas por P. lilacinus. Foi identificada uma serino-protease com actividade biológica contra ovos de Meloidogyne hapla. Foi demonstrado que uma estirpe de P. lilacinus produz proteases e uma quitinase, enzimas que poderiam enfraquecer o exterior dos ovos de nemátodes permitindo a penetração de uma cunha de infecção.

### Infecção de ovos
Antes de infectar um ovo de nemátode, P. lilacinus achata-se contra o ovo fixando-se neste. P. lilacinus produz apressórios simples em qualquer ponto do revestimento do ovo de nemátode quer após o crescimento de algumas hifas ao longo da superfície do ovo, ou após a formação de uma malha de hifas no ovo. A presença de apressórios parece indicar que o ovo está, ou prestes a estar, infectado. Em qualquer dos casos, o apressório tem o mesmo aspecto, o de um simples inchaço na extremidade de uma hifa, unido ao revestimento exterior do ovo. A adesão entre o apressório e a superfície do ovo de nemátode tem de ser suficientemente forte para resistir à força oposta produzida pela extremidade extensível de uma hifa de penetração. Quando a hifa penetra o ovo, destrói rapidamente o juvenil no seu interior, antes de crescer para o exterior do ovo para produzir conidióforos e para continuar o seu crescimento em direcção aos ovos adjacentes.